# Alice: Madness Returns
Alice: Madness Returns (română Alice: nebunia se întoarce) este un joc video lansat pe data de 14 iunie 2011 pentru Microsoft Windows, PlayStation 3 și Xbox 360 în America de Nord, 16 iunie 2011 în Europa și 17 iunie 2011 în Regatul Unit. Este al doilea joc din serie după American McGee's Alice, apărut în anul 2000. McGee se întoarce ca designer pentru al doilea joc, fiind totodată si designerul primului joc, acum în colaborare cu studioul său, Spicy Horse. DVD-ul vine la pachet cu primul joc din serie.